# Tsubasa Honda
Tsubasa Honda (本田 翼 Honda Tsubasa?, Tokio, 27 de junio de 1992) es una actriz y modelo japonesa.

## Carrera
Honda fue descubierta a mediados de 2006, cuando todavía era estudiante de secundaria. Posteriormente, debutó como modelo exclusiva para la revista Seventeen más tarde ese año. En 2007, dejó de ser modelo de dicha revista para serlo de Love Berry. A partir de enero de 2010 en adelante, cambió de nuevo a Non-no.
De abril de 2012 a mayo de 2013, fue asistente del programa de entrevistas, A-Studio conducido por Shofukutei Tsurube II. En noviembre de 2012, hizo su debut en el cine protagonizando la película FASHION STORY: MODEL. En julio de 2013, apareció como mc en el programa de música nocturno Music Dragon, que salió al aire en NTV.

## Vida personal
Tsubasa es gran fan de B'z, especialmente de Koshi Inaba, incluso ha asistido a un concierto de la banda. Los fans le preguntaron cuáles eran sus álbumes favoritos, y ha dicho que son BIG MACHINE y GREEN. También es una gran amante del manga y anime.

## Filmografía

### Televisión
- Shima Shima Episodio 5 (TBS, 2011), estudiante de secundaria
- Celeb Party ni Ikō (BS-TBS, 2011), Tsubasa
- Renai Neet: Wasureta Koi no Hajimekata (TBS, 2012), Yui Kinoshita
- Strawberry Night Episodio 3 (Fuji TV, 2012), estudiante de secundaria
- Papadol Episodio 2 (TBS, 2012), ella misma
- Kagi no Kakatta Heya Episodio 10 y 11 (Fuji TV, 2012), Shinobu Kawamura
- GTO (KTV, 2012), Urumi Kanzaki
  - Aki mo Oni Abare Special (2012)
  - Shōgatsu Special! Fuyuyasumi mo Nekketsu Jugyō da (2013)
  - Kanketsu-hen: Saraba Onizuka! Sotsugyō Special (2013)
- Honto ni Atta Kowai Hanashi: Natsu no Tokubetsu-hen 2012 "Akai Tsume" (Fuji TV, 2012)
- Piece (NTV, 2012), Mizuho Suga
- Tonbi (TBS, 2013), Kyō Matsumoto
- Vampire Heaven (TV Tokyo, 2013), Komachi
- Shomuni 2013 (Fuji TV, 2013), Shiori Maruyama
- Andō Lloyd: A.I. knows Love? (TBS, 2013), Sapuri
- Saikō no Omotenashi (NTV, 2014), Nana Momokawa
- Henshin (WOWOW, 2014), Ryōko Kyōgoku
- Tokyo ni Olympic o Yonda Otoko (Fuji TV, 2014), Nina
- Kōhaku ga Umareta Hi (NHK, 2015), Mitsue Takeshita
- Yamegoku: Yakuza Yamete Itadakimasu (TBS, 2015), Haruka Nagamitsu
- Koinaka (Fuji TV, 2015), Akari Serizawa
- Jimi ni Sugoi! Kōetsu Girl: Kouno Etsuko (NTV, 2016), Toyoko Morio
- Chūnen Superman Saenai Si Episodio 5 (NTV, 2017), Fujisaki
- Caution, Hazardous Wife[4][5] (NTV, 2017)
- Chase (Amazon Video, 2017)
- Radiation House (Fuji TV,2019), An Amakashu

### Cine
- Fashion Story: Model (2012), Hinako
- Rakugo Eiga "Life Rate" (2013)
- Enoshima Prism (2013), Michiru Andō
- It All Began When I Met You (2013), Natsumi Ōtomo in "Christmas no Yūki"
- Nishino Yukihiko no Koi to Bōken (2014), Kanoko
- Ao Haru Ride (2014), Futaba Yoshioka
- Kishūteneki Terminal (2015), Atsuko Shīna
- Night's Tightrope (2016), Yuki Sakurai
- The Mole Song 2: Hong Kong Capriccio (2016), Karen
- Fullmetal Alchemist (2017), Winry Rockbell. Basada en la serie Fullmetal Alchemist.
- Tonight, At Romance Theater (2018)
- Aircraft Carrier Ibuki (2019)
- The Journalist (2019)
- El tiempo contigo (2019), Natsumi
- Tom and Sawyer in the City (2021)
- Radiation House: The Movie (2022)
- Fullmetal Alchemist: The Revenge of Scar (2022)
- Fullmetal Alchemist: The Final Alchemy (2022)
- Bullets, Bones and Blocked Noses: The Movie (2025)

### Dramas web
- Shinikare (NOTTV, 2012), Marika
- Gozen 3-ji no Muhōchitai (BeeTV, 2013), Momoko Nanase

### Doblaje
- Taka no Tsume 7: Jōō Heika no Jōbūbu (2014), Mutsumi Kihara

### Radio
- School of Lock! (Tokyo FM, 9 de diciembre de 2014)

## Comerciales
- Sony Computer Entertainment - PlayStation 3 (2006)
- Baskin Robbins - Satiwan Ice Cream (2007)
- KDDI - au 1seg (2007)
- Toyota - Toyota Sai (2009)
- Dydo Drinco - Dydo Blend Coffee (2011-2012)
- NOTTV (2012)
- East Japan Railway Company
  - TYO Thank You 25 Campaign (2012-2013)
  - JR Ski Ski (2012)
- Mark Styler Runway Channel (2012-2013)
- Ichikura Ondine (2012)
- Hoya Healthcare - Eye City (2012-2013)
- Honda
  - Kurumatching (2012)
  - Sensing (2015)
- Pitat House Network (2012-)
- Japan Construction Occupational Safety and Health Association (2012-2013)
- Kyocera - Honey Bee (2012-2013)
- House Wellness Foods - C1000 (2013-)
- Bourbon - Fettuccine Gummy (2013)
- Kao
  - Biore Sarasara Powder Sheet (2013-)
  - Cape (2013)
  - Marshmallow Whip (2014-)
- Nintendo - Mario & Luigi: Dream Team (2013)
- Aflac - Chanto Kotaeru Medical Insurance Ever/Ladies' Ever (2013)
- Kanebo Cosmetics - Lavshuca (2013)
- Yahoo! Japan (2014)
- Nikon
  - Nikon 1 J4 (2014)
  - Nikon Coolpix S6900 (2014)
  - Nikon 1 J5 (2015)
- ABC Mart
  - Puma×ABC Mart Película especial de campaña "Everyday is Special" (2014)
  - Converse (2014)
  - Nuovo Cool White Sandal (2015)
- Recruit - Trabāyu (2014)
- Gloops - Skylock (2014)
- Asahi Breweries - Clear Asahi (2015)
- Square Enix - Hoshi no Dragon Quest

## Videos musicales
- B'z - Eien no Tsubasa (9 de mayo de 2007)
- Base Ball Bear
  - Short Hair (31 de agosto de 2011)
  - Perfect Blue (13 de febrero de 2013)
  - Subete wa Kimino Seide (12 de abril de 2017)
- JaaBourBonz - Chikau yo (14 de diciembre de 2011)
- Ms.Oooja - Be... (29 de febrero de 2012)
- Ikimono-gakari - Kirari (24 de diciembre de 2014)

### Revistas
- Seventeen, Shueisha 1967-, como modelo exclusiva en el año 2006
- Love Berry, Tokuma Shoten 2001-2012, como modelo exclusiva en enero de 2007 a 2008
- Jille, Futabasha 2001-2014, septiembre de 2008 a diciembre de 2009
- Non-no, Shueisha 1971-,  como modelo exclusiva en enero de 2010
- Myōjō, Shueisha 1952-, diciembre de 2012-
- Men's Non-No, Shueisha 1986-, abril de 2015-

### Photobooks
- Hondarake Hondabon (13 de octubre de 2013), SDP, ISBN 978-4906953066